# Chamechaude
Il Chamechaude (2.082 m s.l.m. - detto anche Pointe d'Arcalod) è una montagna delle Prealpi di Savoia in Francia.

## Caratteristiche

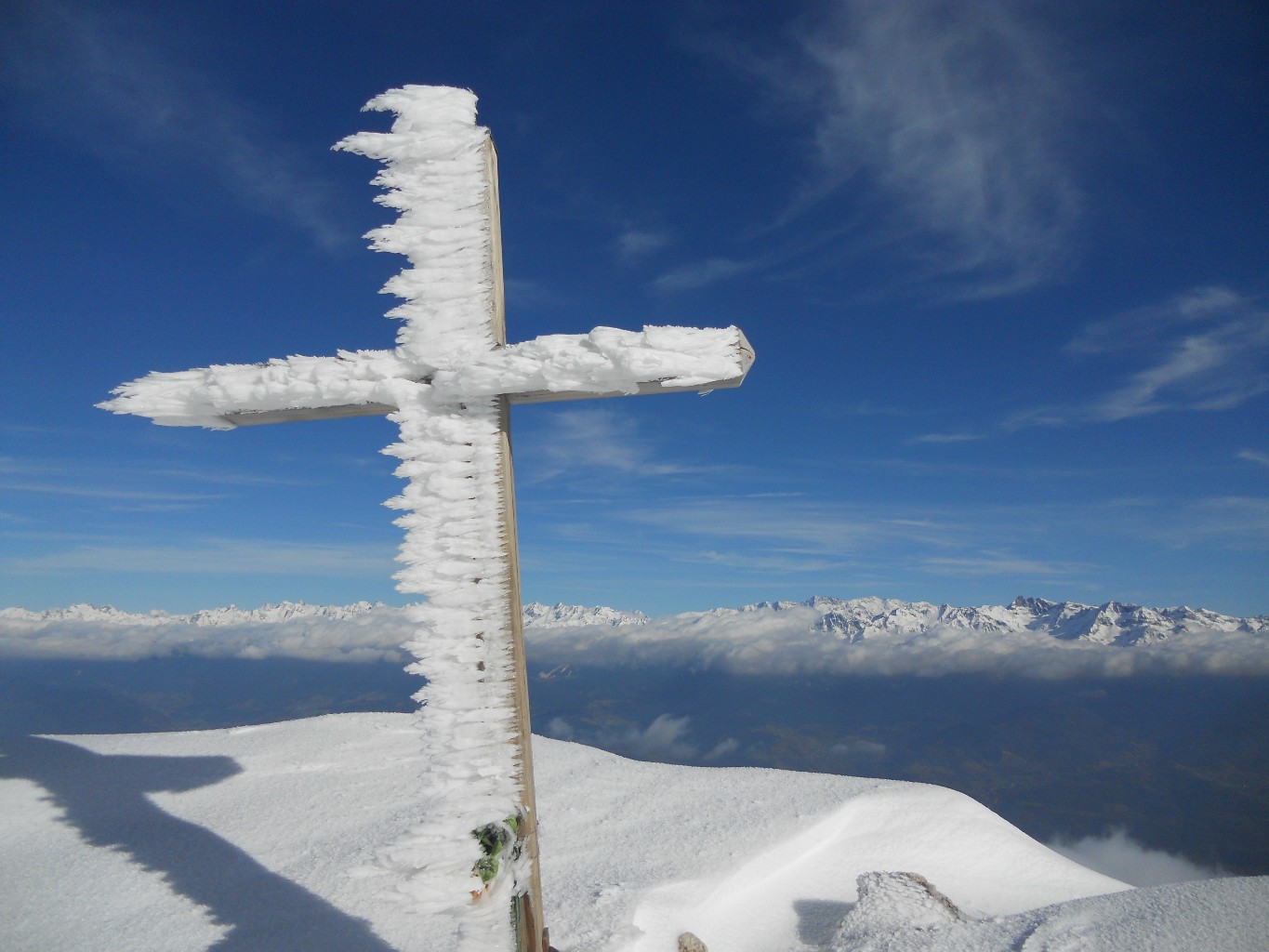
La croce di vetta

Il Chamechaude, vetta più alta della sottosezione delle Prealpi della Chartreuse, si trova nel dipartimento dell'Isère.
Il nome della montagna significa probabilmente roccia calda.

## Accesso alla vetta
La salita alla vetta avviene normalmente partendo dal Col de Porte, con un percorso escursionistico di difficoltà EE.